# Kelly Kaduce
Kelly Kaduce (n. Winnebago, Minnesota; 19 de agosto de 1974) es una soprano norteamericana especializada en repertorio italiano, francés y ópera contemporánea.

## Trayectoria
Creció en Winnebago, Minnesota. Graduada del St. Olaf College y Boston University, donde fue discípulo de Penelope Bitzas. Ganó en 1999 las Metropolitan Opera National Auditions en New York.
Fue la protagonista en el estreno mundial de la ópera Anna Karenina de David Carlson en la Florida Grand Opera en Miami, 2006.
Se destaca como Madama Butterfly, Magda en La rondine, Mimi y Musetta en La Boheme y Suor Angelica de Puccini, Donna Elvira, Donna Anna (Don Giovanni), Fiordiligi (Cosí fan tutte), Pamina (La flauta mágica) y la Condesa de Las bodas de Fígaro de Mozart, Thais de Massenet, Katia Kabanová de Leos Janacek, Rusalka de Antonín Dvořák, Micaela en Carmen de Bizet, las tres heroínas de Los cuentos de Hoffmann de Offenbach, Margarita en Faust de Gounod, Desdemona en Otello y Violetta en La traviata de Verdi y en óperas contemporáneas como Margaret Garner, The Grapes of Wrath, Susannah, Tea: A Mirror of Soul (Tan Dun), Jane Eyre, Regina y Madame Mao.
En 2009 ha cantado Salome de Richard Strauss en la Opera de Saint Louis, Misuri donde actúa regularmente así como en Santa Fe Opera, Miami, New York, Boston, Santiago de Chile, Austin, Omaha, San Diego, Kansas, Filadelfia y Malmö(Suecia) entre otras plazas líricas.
Su repertorio de concierto incluye el Requiem de Guerra de Benjamin Britten, Cuatro últimas canciones de Richard Strauss, las Siete canciones tempranas de Alban Berg, etc.
Está casada con el barítono Lee Gregory.

## Discografía
- Carlson, Anna Karenina, Robertson.
- Gordon, The Grapes of Wrath (Viñas de ira), Minnesota Opera.